# Malborn
Malborn település Németországban, Rajna-vidék-Pfalz tartományban. Lakosainak száma 1355 fő (2023. december 31.). Malborn Hermeskeil és Geisfeld községekkel határos.

## Népesség
A település népességének változása:
| Lakosok száma | 1426 | 1351 | 1343 | 1346 | 1380 | 1355 |
|               | 1975 | 2017 | 2019 | 2021 | 2022 | 2023 |